# 하릉군 (조선 전기)
하릉군 이확(河陵君 李穫, 생몰년 미상)은 조선 전기의 왕족 종실이다.

## 생애

### 일생
의안군 이화의 친손자이며, 육종영의 일원인 하령공 이양의 친동생이다.
돈녕도정(敦寧都正)이라는 관직을 지내다가 세종대왕 때 젊은 나이로 병사하여 사후 1437년에 문평군 이종윤이 그의 양자로 출계하였다.